# Святой Петроний (Микеланджело)
Как Гаризенда, если стать под свес, 

Вершину словно клонит понемногу 

Навстречу туче в высоте небес, 

Так надо мной, взиравшим сквозь тревогу, 

Навис Антей, и в этот миг я знал, 

Что сам не эту выбрал бы дорогу
«Святой Петроний» (итал. San Petronio; также — «Святой Петроний с моделью города Болоньи в руках») — мраморная скульптура епископа Петрония, католического святого, покровителя города Болонья, которую создал Микеланджело в 1495 году. Статуя находится в базилике Святого Доминика в Болонье.

## История создания
Заказ на три статуи для гробницы Святого Доминика Микеланджело получил благодаря протекции Джованни Франческо Альдовранди, который был одним из «16 городских правителей». Микеланджело жил в доме Альдовранди в период пребывания в Болонье, и «тот любил его как художника».
Вазари пишет, что Микеланджело «сделал эти фигуры так, что они вышли лучше других, которые там были».

## Описание произведения
Святой Петроний показан традиционно в полный рост, в одеждах епископа. Говард Бенджамин Гиббард (англ. Howard Benjamin Hibbard), американский искусствовед, профессор Колумбийского университета, писал, что статуя «(…) поражает силой своего контрапоста, подчеркнутого пышными складками одежды». Покровитель Болоньи держит в руках модель города, о которой Уильям Уоллес писал, что это «прекрасная кубистическая композиция, схематическая зарисовка, содержащая все выдающиеся здания Болоньи, включая стены, на которых изображены гербы, и наклонные башни[а], воспетые Данте[б]».
Гиббард также подчеркнул влияние на статую Микеланджело работ сиенского предшественника Якопо делла Кверча.